# Aphis bozhkoae
Aphis bozhkoae är en insektsart som beskrevs av Victor F. Eastop och Frederick Frost Blackman 2005. Aphis bozhkoae ingår i släktet Aphis och familjen långrörsbladlöss. Inga underarter finns listade i Catalogue of Life.